# Kleiner Hopfen-Wurzelbohrer
Der Kleine Hopfen-Wurzelbohrer (Pharmacis lupulina) ist ein Schmetterling (Nachtfalter) aus der Familie der Wurzelbohrer (Hepialidae).

## Merkmale
Die Falter des Kleinen Hopfen-Wurzelbohrer zeigen einen deutlichen Sexualdimorphismus. Die weiblichen Falter haben eine Flügelspannweite von 24 bis 38 mm, die männlichen Falter haben eine Flügelspannweite von 22 bis 31 mm. Die Grundfarbe der Vorderflügeloberseite variiert bei Männchen und Weibchen von hellgraubraun bis dunkelgraubraun. Die Flügel sind länglich und schmal, der Apex gerundet. Die weiße, meist dunkler gerandete Zeichnung der Vorderflügeloberseite kann als weites V bezeichnet werden. Das V ist jedoch häufig unterbrochen und in eine Punktreihe oder auch stark reduziert. Der eine Schenkel des V verläuft von der Flügelbasis nahezu parallel dem Innenrand. Stark gezeichnete Exemplare können zusätzlich in der Diskalregion einen länglichen, kommaförmigen oder auch rundlichen Fleck aufweisen. Innen an der äußeren Querlinie, der andere Schenkel des V, kann zudem einzelne weiße Punkte auftreten. Im Saumfeld können weiße Keilflecke entwickelt sein. Entlang der Kostalrand kann auch eine strichförmige Verdunklung ausgebildet sein. Die Weibchen sind in der Regel etwas blasser, weniger deutlich gezeichnet als die Männchen. Die Fransen sind meist mehr oder weniger deutlich heller als die Grundfarbe und können mehr oder weniger deutlich gescheckt sein. Die Hinterflügel sind in der Regel etwas dunkler als die Grundfarbe der Vorderflügel. Kopf, Thorax und Hinterleib sind stark behaart und in der Grundfarbe der Vorderflügeloberseite gefärbt. Die Fühler sind etwa 3 mm lang und haben 23 bis 25 Glieder. Die Männchen besitzen einen schwach ausgeprägten Afterbusch.
Das Ei misst 0,65 mm in der Länge und 0,5 mm im Querdurchmesser. Die Oberfläche ist glatt. Bei der Ablage ist das Ei gelblichweiß und wird innerhalb weniger Stunden nach der Ablage schwarz.
Die Eiraupe ist etwa 3 mm lang, durchscheinend und mit hellbrunem Kopf. In späteren Stadien ist die Raupe cremefarben bis weißlich mit ebenfalls bräunlichem Kopf. Die erwachsene sehr schlanke Raupe wird bis 35 mm lang bei einer max. Dicke von nur 3 mm. Die bräunlichen bis schwärzlichen Stigmen sind relativ klein und eiförmig. Die Oberfläche ist nur spärlich mit bräunlichen bis schwarzen Borsten besetzt.

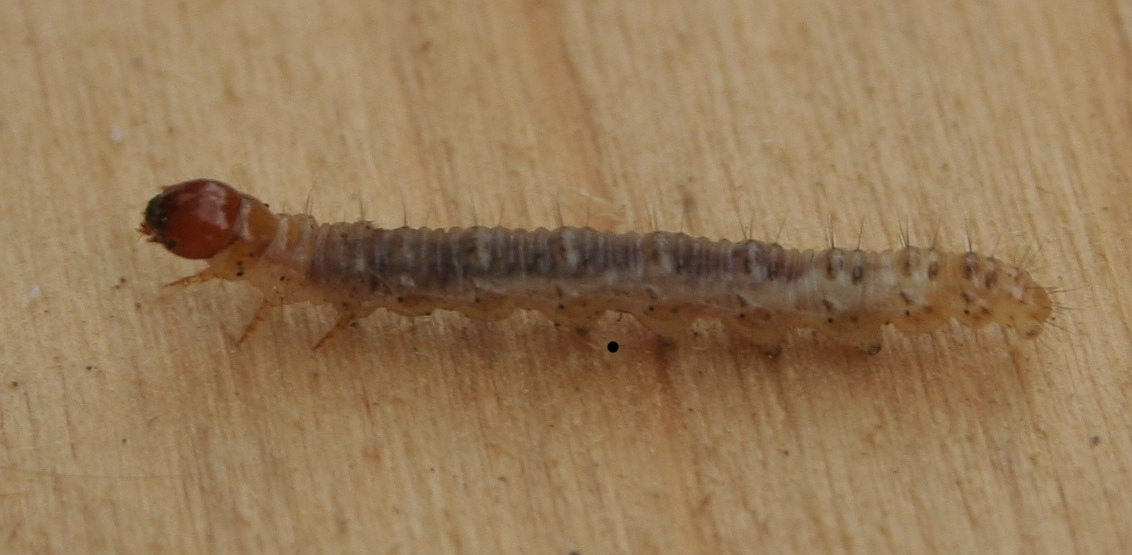
Raupe des Kleinen Hopfen-Wurzelbohrers

Die Puppe ist mit 17 bis 23 mm Länge und einer Dicke von nur 4 mm ebenfalls als sehr schlank zu bezeichnen. Das 6 Körpersegment weist auf der Bauchseite eine bezahnten Querkamm auf, der mittig etwa 20 Zähne aufweist und denen sich beiderseits je etwa acht kleinere Zähne anschließen. Der Rücken der Puppe weist eine ausgeprägte Dornenreihe auf. Der Kamm der Bauchseite ist mit der Dornreihe der Rückenseite durch einen Grat verbunden. Die Fortsätze auf dem 5. Segment sind dagegen eher gerundet und gehen seitlich in eine scharfe Kante über.

### Ähnliche Arten
Eine gewisse Ähnlichkeit besteht zum Ampfer-Wurzelbohrer (Triodia sylvina (Linnaeus, 1761)). Diese Art fliegt deutlich später im Jahr. Die Vorderflügel sind breiter, und der Apex ist mehr gespitzt. Auch die Zeichnung differiert deutlich, die Falter sind meist rotbraun. Es treten jedoch auch braungraue Exemplare auf. Meist ist die Zeichnung dünner, verwaschener und fast nie in Punktreihen aufgelöst.

## Verbreitung
Das Verbreitungsgebiet des Kleinen Hopfen-Wurzelbohrers reicht von Spanien im Westen bis nach Zentralasien im Osten. Im Norden verläuft die Arealgrenze durch den Süden Skandinaviens, im Süden endet das Verbreitungsgebiet in Sizilien und Griechenland. Auf den Britischen Inseln ist die Art ebenfalls beheimatet, sie ist aber auf Korsika, Sardinien und Kreta nicht vertreten.
Der Falter ist häufig auf Wiesen, an Waldrändern, in Gärten und Parklandschaften, aber auch in Ruderalflächen und Brachen anzutreffen.

## Lebensweise
Der Kleine Hopfen-Wurzelbohrer bildet wahrscheinlich in der Regel eine Generation pro Jahr. In der Zucht wurde beobachtet, dass manche Individuen auch eine zweijährige Entwicklungszeit haben. Die Falter fliegen zwischen Mitte Mai und Anfang Juli. Sie sind dämmerungs- und nachtaktiv und fliegen auch künstliche Lichtquellen an. In einigen Fluggebieten wurden Männchen bereits ab Mittag beobachtet, wie sie in stürmischem Flug über Hänge mit Kalkmagerrasen flogen. In der Abenddämmerung sitzen die Weibchen mit den Flügeln schwirrend in der Vegetation und locken mit Hilfe von Pheromonen die Männchen an. Die Paarung dauert etwa 30 Minuten. Dabei hängt das Männchen nur durch die Kopulationsorgane gehalten kopfüber und frei am Weibchen. Beide Geschlechter sind gleich ausgerichtet.
Die Weibchen verteilen die Eier im flatternden Flug während der Dämmerung einzeln in der Vegetation. Gelegentlich werden die Eier auch tagsüber in die Vegetation fallen gelassen, wenn die Tiere flatternd in der Vegetation sitzen. Insgesamt werden 100 bis 300 Eier abgelegt. Die Raupen schlüpfen im Juli aus den Eiern und überwintern ein- oder zweimal. Sie leben an den Wurzeln, häufig Pfahlwurzeln oder auch Knollen verschiedener Pflanzenarten.
Die Raupen sind polyphag. Häufig findet man sie an Ampfer (Rumex), Wegerich (Plantago), Hopfen (Humulus), Brennnesseln (Urtica), Quecken (Agropyron), Weizen (Triticum), Goldruten (Solidago), Narzissen (Narcissus), Baldrian (Valeriana), Flieder (Syringa), Astern (Aster), Kartoffel (Solanum tuberosum), Sellerie (Apium), „Salat“, Karotte (Daucus carota subsp. sativus), „Erbse“ (Pisum), „Bohne“ (Phaseolus), Knoblauch (Allium sativum), Johannisbeeren (Ribes), Luzerne (Medicago sativa), Rittersporne (Delphinium), Geranie (Pelargonium), Chrysanthemen (Chrysanthemum), Maiglöckchen (Convallaria), Gladiole (Gladiolus), Lilien (Lilium), Flammenblumen (Phlox), Windröschen (Anemone) und Erdbeeren (Fragaria). Sie fressen jedoch auch an Schwertlilien (Iris), Pfingstrosen (Paeonia) und Akeleien (Aquilegia). Das Fraßverhalten der Raupen ist unterschiedlich; sie können sich durch die Pfahlwurzel einer Pflanze
hindurch fressen oder in Pflanzen mit Knollen oder dickeren Wurzeln Höhlungen anlegen.
Die Verpuppung erfolgt im April in einer lockeren Gespinströhre zwischen den Wurzeln der Wirtspflanze. Diese reicht etwa 10 cm in die Tiefe, und die Puppe kann sich darin auf- und abwärts bewegen. Kurz vor dem Schlüpfen des Falters bewegt sich die Puppe zum oberen Ende der Gespinströhre und schiebt sich zur Hälfte aus der Röhre.

## Systematik und Taxonomie
Die Art wurde bereits 1758 durch Carl von Linné in der 10. Auflage des Systema Naturae als Phalaena Noctua lupulina erstmals wissenschaftlich benannt. Die Art findet sich in der Literatur noch häufig unter dem Namen Hepialus lupulinus oder auch Korscheltellus lupulinus. Nach derzeitigem Stand der Systematik kann die Art nicht zur Gattung Hepialus gestellt werden. Korscheltellus Börner, 1920 ist nach Leraut (2006) (vgl. auch Fauna Europaea) ein jüngeres Synonym von Pharmacis.

## Schadwirkung
Im Gartenbau gelten die Raupen als Schädling an der Erdbeere. Außerdem kommen häufig auch Schäden an kultivierten Blumen vor.

## Anmerkung
1. ↑  Die Gattung Pharmacis ist feminin, von altgriech. ή φαρμακίς = Zauberin, Giftmischerin. Laut den Regeln der Internationalen Regeln für die Zoologische Nomenklatur muss die Endung des Artnamens entsprechend angepasst werden.